# نهر خندق طاهر
خندق طاهر بن الحسين نهر من أنهار بغداد القديمة، الذي يجري في الجانب الغربي من بغداد، يحمل مياهه من نهر الصراة، أوله عند فوهة نهر الصراة بفرسخ، يمر فيسقي الضياع ويدور حول سور مدينة السلام مما يلي الحربية، إلى أن يصل إلى باب الأنبار، وعليه هناك قنطرة، ثم يمر إلى باب الحديد، وعليه أيضاً هناك قنطرة، ويمر إلى باب حرب، وعليه هناك قنطرة، ثم يمر إلى باب قطربل، وعليه هناك قنطرة، ثم يمر وسط قطيعة أم جعفر ، ويصب في دجلة فوق دار إسحاق بن إبراهيم الطاهري. ووراء خندق طاهر خارج المدينة، تقع مقبرة باب حرب مما يلي طريق قطربل، معروفة باهل الصلاح والخير، وفيها قبر أحمد بن محمد بن حنبل، وبشر الحارث. وأشار المؤرخ الجغرافي ياقوت الحموي في معجمه إلى نهر خندق طاهر فيقول: يحمل من الصراة، نهر يقال له، نهر خندق طاهر بن الحسين اوله أسفل من فوهة الصراة، ويدور حول مدينة السلام مما يلي الحربية وعليه قنطرة باب الحرب، ويصب في دجلة أمام باب البصرة من مدينة المنصور.